# Lichenostomus
Genre
Lichenostomus est un genre de passereaux méliphages.

## Taxinomie
L'étude phylogénétique de Nyári et Joseph (2011) propose le démantèlement de ce genre tel qu'il était jusque-là défini, car il n'est pas monophylétique. Le Congrès ornithologique international répercute ces changements dans sa classification de référence version 3.4 (2013). Ainsi, 18 espèces sont déplacées, vers les genres Nesoptilotis (2 espèces), Bolemoreus (2 espèces), Caligavis (3 espèces), Stomiopera (2 espèces), Gavicalis (3 espèces), Ptilotula (6 espèces). Seules deux espèces demeurent dans ce genre.

### Espèces
D'après la classification de référence (version 3.4, 2013) du Congrès ornithologique international (ordre phylogénique) :
- Lichenostomus melanops – Méliphage cornu
- Lichenostomus cratitius – Méliphage grimé

### Espèces du genreLichenostomusavant son démantèlement
- L. subfrenatus – Méliphage à gorge noire
- L. obscurus – Méliphage obscur
- L. frenatus – Méliphage bridé
- L. hindwoodi – Méliphage de Hindwood
- L. chrysops – Méliphage à joues d'or
- L. virescens – Méliphage chanteur
- L. versicolor – Méliphage versicolore
- L. fasciogularis – Méliphage des mangroves
- L. unicolor – Méliphage unicolore
- L. flavus – Méliphage jaune
- L. leucotis – Méliphage leucotique
- L. flavicollis – Méliphage à gorge jaune
- L. melanops – Méliphage cornu
- L. cratitius – Méliphage grimé
- L. keartlandi – Méliphage à tête grise
- L. ornatus – Méliphage orné
- L. plumulus – Méliphage à plumet noir
- L. fuscus – Méliphage grisâtre
- L. flavescens – Méliphage flavescent
- L. penicillatus – Méliphage serti